# Jeverländer Platt

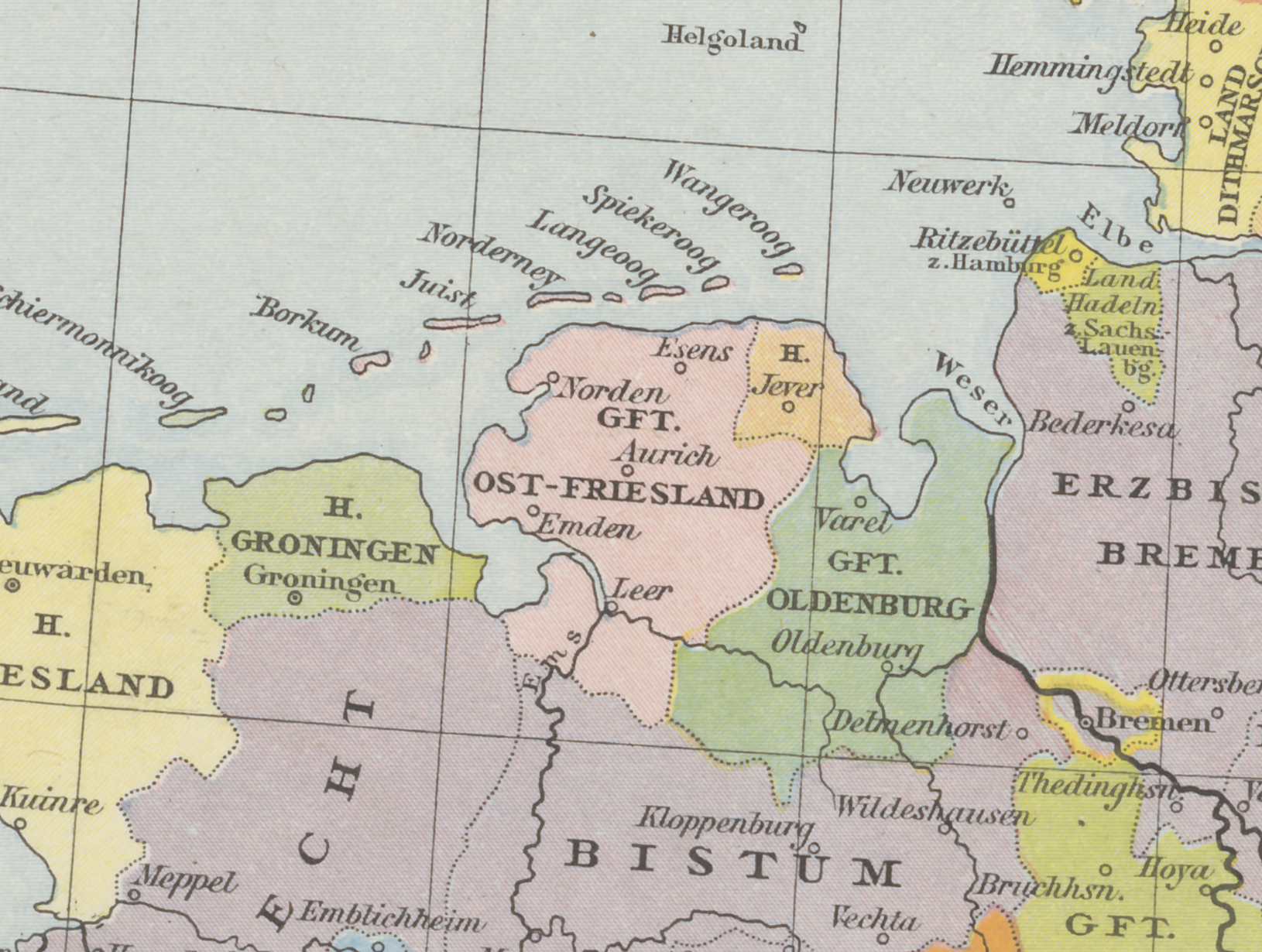
Jeverland um 1500 (orange)

Das Jeversche, auch Jeverländer Platt, ist ein Dialekt des Ostfriesischen, der stark vom Oldenburgischen beeinflusst wurde. Das Jeverland war durch das Schwarze Brack lange vom oldenburgischen Kerngebiet abgeschnitten. Es gehört zu den Frieslanden, dem Siedlungsgebiet der Friesen, und fiel politisch erst 1818 endgültig an Oldenburg.

## Geschichte
Die Ursprungssprache zwischen Lauwers und Weser war das Ostfriesische.
Vom Harlingerland bis ins Land Wursten wurde das Weserfriesische gesprochen, so auch im Jeverland. Mit der Zeit fasste jedoch das Niederdeutsche Fuß.
So starb im Jahr 1568 Minnert Focken in Heppens, der letzte friesisch predigende Pastor im Jeverland. Auf dem friesischen Substrat des weserfriesischen und unter Einfluss des Oldenburger Platt bildete sich das Jeverländer Platt.

## Wortschatz
Im Jeverländer Platt sind noch viele eigentümliche Ausdrücke anzutreffen, die teilweise dem friesischen Substrat zuzurechnen sind, z. B. Loog (‚Dorf‘), Maid (‚Magd‘), Bigg (‚Schwein‘), minen (‚ersteigern‘), Höftpien (‚Kopfschmerzen‘), Spell (‚Stecknadel‘) usw.
Statt „wi sünd“ wird „wi bünt“ gesagt, statt „ik bün“ dagegen „ik sün“.
Die Sprecher im Jeverland „snakken“ (sprechen) im Gegensatz zu den Ostfriesen die „prooten“.

## Einordnung
Das Jeverländische Platt ist eine friesisch-nordostniedersächsische Mundart, die jedoch dem Standardostfriesischen sehr nahe steht. Zusammen mit diesem, dem Groninger Platt und den Mundarten von Butjadingen und des Landes Wursten bildet es eine lose Gruppe von Dialekten die über eine Substratschicht der alten ostfriesischen Sprache verfügen. Die Superstratsprachen bilden dabei unterschiedliche friesisch-sächsische Dialekte. Im Fall des Jeverländer Platts ist dies das Oldenburger Platt. Daher ergeben sich die Überschneidungen mit dem Ostfriesischen eher aus dem alten Vokabular.

## Grammatik
Im Jeverland wird des Mehrheitsplural von Verben auf -t gebildet:
„säi kwiddert“ (sie reden).

## Das friesische Substrat
Wie die ostfriesischen niederdeutschen Dialekte hat das Jeverländer Platt die alte ostfriesische Sprache als Volkssprache ersetzt. Im Jeverland waren sogenannte weserfriesische Dialekte verbreitet, dem auch die verhältnismäßig gut dokumentierten friesischen Mundarten von Wangerooge und aus dem Harlingerland angehörten. Bis in die Gegenwart sind friesische Reliktwörter im Jeverländer Platt zu finden, wie z. B. kwiddern (‚reden‘).
Folgende Tabelle gibt sinngemäß die Untersuchungen von Arjen Pieter Versloot aufbauend auf die Untersuchungen von Arend Remmers am Wortbestand nach Hermann Böning wieder:
| Wort                             | Übersetzung                   | Erklärung |
| -------------------------------- | ----------------------------- | --- |
| Dimaat                           | Landmaß                       | Das Wort ist im Wang. und Harl. nicht belegt. Es passt zum westlicheren Deimt, Dagmet, das aus ‘Tag’ und ‘Mahd’ zusammengesetzt ist. Die unterschiedlichen Formen des Erstglieds entsprechen emsaltfriesischem dei, sat. däi, gegenüber weseraltfriesischem dī, wang. dii, harl. dy ‘Tag’. |
| Stitze                           | junge Kuh                     | Dieses Wort ist nur aus dem ehemaligen Rüstringer Bereich bekannt. Es zeigt die Rüstringer Entwicklung von /e/ > /i/ vor /rd/, die im Harl. aber manchmal fehlt: harl. heerd, eerde ‘Hirt, Erde’, wang. hiirt, iird, rüstr. afr. ird (Siebs 1889:320). Man leitet es aus älterem aofr. *sterke, vgl. ae. st(i)erc ‘Kalb’, her. In den eigentlichen friesischen Mundarten ist es nicht belegt. |
| Liw(e)                           | Austernfischer                | wang. liiv Es zeigt sich hier ein Unterschied zwischen einer westlichen Gruppe mit [w], wie wfr. liuw, gron. lieuw, laiw, und einer östlichen Gruppe mit [v]: wang. liiv, Norderney Liiw, sonst ostfr.nd. lîfe. Das Jeverl. schließt sich der östlichen Gruppe an. Ein ähnlicher Fall liegt vor bei Reve, wfr. reau, wang. reev ‘Gerätschaften’. |
| Burser-, Buse-, Busse-, Buusdoer | Viehstalltür                  | wang. burzen durn harl. buhs-/bussdarr afr. *bōs-dore mit *bōs < *bans. Das Harl. und Wang. haben ein nicht lautgesetzliches /u(:)/ statt /o:/, vgl. harl. wang. goos ‘Gans’. Das jeverl. Wort zeigt genau die gleiche Abweichung, im Wang. auch mit dem /r/. |
| Kel                              | geronnene Milch               | wang. keel harl. ke(e)hl wurst. kerl miljock Das Wort zeigt den Ausfall von /r/ vor Liquiden, wie auch im wang. been < bern ‘Kind’, sjeel < *sjerl ‘Kerl’, vgl. harl. been, siel. Der Schwund des /r/ ist im Harl. bereits im 17. Jh. durchgeführt, nach [U. J.] Seetzens Aufzeichnungen des Wang. Friesisch des späten 18. Jh.s war diese Entwicklung dort erst im frühen 19. Jh. abgeschlossen. Sie hat die Sprache des abgelegenen Landes Wursten wohl nicht mehr erfasst, bevor diese im 18. Jh. ausstarb. Das Saterländische hat kedel und bäiden mit /d/ < /r/. Der gleiche Wortstamm ist auch im Verb keelen (wang. keel) belegt. |
| kwidde(r)n                       | reden                         | wang. kwidder, kwiðer, twidder harl. quidden Die jeverl. Form zeigt zwei Merkmale, die sonst kennzeichnend für das Wangeroogische sind: die Erhöhung von /e/ > /ɪ/ (auch Harl., dagegen sat. kwede[, ostfrs.-nd. kwēddeln „quatschen“]) und die Erweiterung mit -r. Der Übergang von kw- -> tw-, der im Wang. im 19. Jh. stattfand, hat das Jeverl. nicht mehr mit erfasst. |
| flöstern                         | wechseln                      | wang. floster |
| Snött                            | Nasenschleim                  | wang. snot |
| niedel                           | stößig                        | wang. niitel Die jeverl. Form weist intervokalische Lenisierung auf, die im Niederdeutschen allgemein verbreitet ist (z. B. auch im Gron. und Wurst. Nd.), im Friesischen aber fehlt. |
| nümig                            | klug                          | wang. niuumiig (auch ostfrs.-nd. nümig) |
| hum/hüm; hör                     | ihm, ihn; ihr, sie            | wang. him; hirii harl. yum, him, hin; jar Die Formen mit h- sind typisch für das Nordische, Englische, Niederländische, Friesische, einschließlich der niederdeutschen Mundarten auf friesischem Substrat. Die Jeverländer Formen gehen aber nicht auf die hiesigen friesischen Formen, afr. him, hiri, zurück. Die Form hör (geschrieben heur) ist z. B. auch belegt in Drenthe und im älteren Holländisch. |
| Klampe                           | Brücke, Steg                  | wang. klamp, klomp harl. klampe saterl. klomp, klampe Die Formen mit /o/ vor Nasal gelten als die ursprünglich friesischen, die Formen mit /a/ als nd. Lehnlautungen, vgl. harl. kommer, sat. koomer, ‘Kammer’, harl. mon, mohn, wang. mon ‘Mann’. |
| sweelen                          | heuen                         | wang. swiilii harl. schwe(h)len Sämtliche friesische Formen, außer der harl. Form (!), gehen auf afr. *swilia zurück. Durchgängig wird das kurze /i/ in offener Silbe im Friesischen zu /i:/ und nicht /e:/ wie im Nd. und Ndl. Mit friesischer Lautung sind im jeverl. Stikel ‘Distel’ und Tiek ‘Wanze, Käfer’ belegt, mit erhaltenem /i/ in offener Silbe. Die Form sweelen deutet auf Lautersatz oder sehr frühe Entlehnung ins Nd. |
| Düüßel                           | Dechsel                       | wang. thiuksel Dieses Wort zeigt Lautersatz für afr. *thiuxel mit afr. [þ] > [d] und [iu] > [y:], wie afr. thanka, mnd. denken, ‘denken’ bzw. afr. fiūr, mnd. für ‘Feuer’. Die Form erweist sich als friesisch durch den etymologisch falschen Lautersatz. Das /iu/ in afr. *thiuxel geht auf ein kurzes /e/ zurück, das vor /chs/ (oder /cht/) zu /iu/ wurde, vgl. afr. riucht ‘recht’. |
| Fohn                             | Mädchen                       | wang. faun harl. fohn Das Wort hat einen Diphthong in wang. faun und wurst. Foun, Fáwen. In der Wörterliste des Wang. von Seetzen (±1799) sind sowohl faun wie fohn verzeichnet. Im Wang. Friesisch des 19. Jh.s ist faun dagegen die einzige belegte Form. Im 20. Jh. ist im Niederdeutschen auf Wangerooge auch foon bekannt. Ein jeverl. Fohn entspricht wahrscheinlich der gängigen Aussprache zur Zeit des Sprachwechsels (17. Jh.), ist aber im 20. Jh. auf Wangerooge ein sekundäres Substratwort für lokales faun. |
| Loog                             | Dorf                          | wang. lauch sat. louch Wie bei Fohn fehlt dem Jeverl. auch hier die Diphthongierung, die im Wang. und Harl. vor nicht-Dentalen stattgefunden hat, vgl. wang. plauch, dauk, bauk ‘Pflug, Tuch, Buch’, harl. plaug, bauck ‘Pflug, Buch’, vgl. aber wurst. Plog, Boock. Die Diphthongierung hat im Harl. schon im 17. Jh. stattgefunden (die Quelle ist aus dem Jahre 1691), im Wang. ist sie für das späte 18. Jh. belegt (Seetzen: Bauck ‘Buch’). Sofern das Wort tatsächlich im 17. Jh. ins jeverländische Niederdeutsch aufgenommen wurde, würde das bedeuten, dass die Diphthongierung von /o:/ damals zwar das Harlingerland, jedoch noch nicht das Jeverland und das weiter östlich gelegene Land Wursten erreicht hätte. Das Wangeroogische hätte die Diphthongierung dann quasi selbständig im 18. Jh. durchgeführt. Das Wort ist in Ostfriesland einfach [loːg], diphthongiert [laʊg] und triphthongiert [leaʊg] vorhanden. |
| Meedje                           | Ackerland, Feld, Flurparzelle | harl. mehde, meede An diesem Wort sind zwei Dinge auffällig: Zum einen ein Diminutivsuffix, das nicht friesischen Ursprungs sein kann und in der Form z. B. auch im Saterfriesischen belegt ist. Zum anderen ist auch hier die Diphthongierung unterblieben. Das Harl. hat hier zwar auch /e:/, aber in rayhde < afr. rēd ‘Rat’ steht /ai/, wie im wang. raid. Das Wurst. behält hier /e:/: Réhde. |
| Gun(n)er                         | Gänserich                     | wang. gooner (Seetzen: Go(o)ner) Zugrunde liegt hier afr. *goner oder *gōner, woraus wang. *gunner und gooner zu erwarten wären. Belege aus den anderen weserfriesischen Mundarten fehlen. Die Wangerooger und Jeverländer Formen sind zwar nahe verwandt, aber nicht identisch. |

## Autoren
- Oswald Andrae, Jever